# Tóth Kálmán (kémikus)
Tóth Kálmán (Pestszentlőrinc, 1932. augusztus 3. – Budapest, 1986. december 3.) magyar kémikus, a kémiai tudományok kandidátusa (1965).
A Szegedi Tudományegyetemen 1956-ban vegyész szakot végzett. 1956 és 1957 között a Békéscsabai Téglagyár vegyészeti laboratóriumának vezetője,  1957-59-ben a Parafakőgyár műszaki osztályvezetője, 1959-63-ban a Nehézipari Kutatóintézet tudományos munkatársa, 1963-tól haláláig a Szilikátipari Központi Kutató és Tervező Int. tudományos osztályvezetője volt.
Legfőképpen szilikáttechnológiával foglalkozott.